# Wiechlinowe
Wiechlinowe – podrodzina (Pooideae Benth.) i plemię (Poeae R. Br.) roślin należących do rodziny wiechlinowatych. Oba taksony noszą tę samą nazwę polską. Typem nomenklaturowym jest wiechlina (Poa).

## Systematyka
Pozycja rodzaju w systemie Reveala
Gromada okrytonasienne (Magnoliophyta Cronquist), podgromada Magnoliophytina Frohne & U. Jensen ex Reveal, klasa jednoliścienne (Liliopsida Brongn.), podklasa komelinowe (Commelinidae Takht.), nadrząd Juncanae Takht., rząd wiechlinowce (Poales Small), rodzina wiechlinowate (Poaceae (R. Br.) Barnh.) podrodzina wiechlinowe Bent., plemię Poeae R. Br. in Flinders, podplemię Poinae Duymort.
Pozycja w innych systemach
Zarówno według Takhtajna: jak i APG II tak podrodzina jak i plemię nie są wyróżniane jako monotypowe i zawierają tylko jeden rodzaj: wiechlina.

## Przypisy

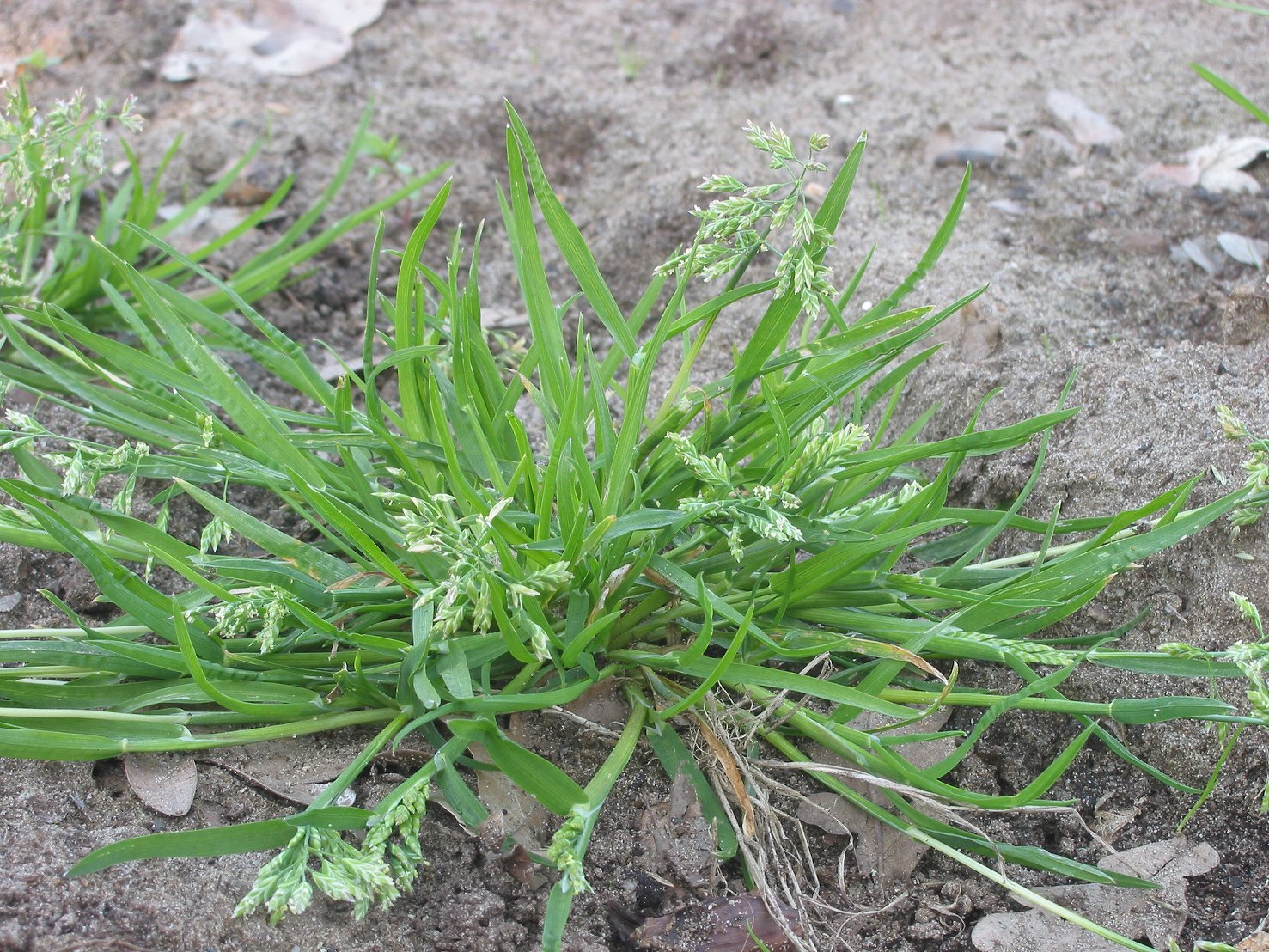
Wiechlina roczna